# باتس کورنر (ویرجینیا)
باتس کورنر (به انگلیسی: Butts Corner) یک منطقهٔ مسکونی در ایالات متحده آمریکا است که در شهرستان فرفکس، ویرجینیا واقع شده‌است.